# Маринета
Маринета (мађ. Marinetta), је женско име које се користи у мађарском језику, води порекло из италијанског језика и један је од облика имена Марија.
Сродна имена су: Манон, Мара, Маријан, Маријана, Марица, Марина, Маринела, Маријон, Мариора, Марита, Маша, Мија, Мијета, Мирјам и Риа.

## Имендани
- 11. фебруар.
- 31. мај.

## Варијације имена у језицима
-